# اچ‌ام‌اس باکلان (۱۸۷۷)
اچ‌ام‌اس باکلان (۱۸۷۷) (به انگلیسی: HMS Cormorant (1877)) یک کشتی بود که طول آن ۱۷۰ فوت (۵۱٫۸ متر) بود. این کشتی در سال ۱۸۷۷ ساخته شد.